# Clepsis melaleucana
Clepsis melaleucana es una especie de lepidóptero nocturno (Heterocera) de la familia Tortricidae. Se encuentra desde Alberta a Terranova y hacia el sur hasta Carolina del Norte y Misuri.
El margen alar tiene un color crema y tiene una mancha grande de color marrón oscuro que se extiende diagonalmente arriba del margen interior cerca del ángulo anal. Entre la mancha grande y el tórax,  puede haber otras manchas marrones que varían en cada individuo. Tiene una envergadura de entre 18 y 25 milímetros. Los adultos aparecen de mayo a julio.
Las larvas se envuelven en una hoja enrollada y salen a alimentarse.